# دنیپروانرگو
دنیپروانرگو (اوکراینی: «Дніпроенерго») شرکت برق اوکراینی است، که در سال ۱۹۹۷ تأسیس شد.